# جزیره دکتر مورو (فیلم ۱۹۷۷)
جزیره دکتر مورو (به انگلیسی: The Island of Dr. Moreau) فیلمی محصول سال ۱۹۷۷ و به کارگردانی دان تیلور است. در این فیلم بازیگرانی همچون برت لنکستر، مایکل یورک، نایجل داونپورت، باربارا کاررا، ریچارد بیسهارت، نیک کراوات ایفای نقش کرده‌اند.
این فیلم بر پایه جزیره دکتر مورو اثر اچ.جی. ولز ساخته شده‌است.